# Carukia barnesi
Carukia barnesi – gatunek parzydełkowca, meduza o niewielkich rozmiarach, zasiedlająca wody morskie u wybrzeży Australii. Jej atak może skutkować syndromem Irukandji, skąd też pochodzi potoczna nazwa gatunku – Irukandji, jednak to określenie nie odróżnia jej od innych (dotychczas pięciu znanych) meduz Irukandji (na przykład Malo kingi) odkrytych w 1952 roku przez Hugo Fleckera nieopodal wioski aborygeńskiej o tej samej nazwie.
Wysokość ciała dojrzałej C. barnesi waha się od 12 do 30 mm. Cztery ramiona okołogębowe mogą sięgać długością nawet 1 m.
Gatunek został odkryty przez dr. Jacka Barnesa z Cairns, którego misja naukowa miała na celu zbadanie przyczyny syndromu Irukandji. W jej trakcie dobrowolnie poddał się poparzeniu meduzy na oczach czternastoletniego syna oraz ratownika. Gatunek został nazwany na jego cześć.